# Теменоте (Изернија)
Теменоте је насеље у Италији у округу Изернија, региону Молизе.
Према процени из 2011. у насељу је живело 246 становника. Насеље се налази на надморској висини од 413 м.